# وسی، مانش
وِسی (به فرانسوی: Vessey) یک کمون سابق در فرانسه است که در دپارتمان مانش واقع شده‌است. وسی ۱۲٫۵۹ کیلومتر مربع مساحت و ۳۹۳ نفر جمعیت دارد و ۴۰ متر بالاتر از سطح دریا واقع شده‌است.
وسی سال ۲۰۱۶ در کمون پونتورسن ادغام شد.